# Sitio de Lovaina
El sitio de Lovaina (24 de junio al 4 de julio de 1635) fue un importante cerco de la guerra de los treinta años, durante el cual un ejército franco-holandés bajo el mando de Frederick Henry, Urbain de Maillé y Gaspard III Coligny, que había invadido los Países Bajos españoles en un doble ataque de ambos lados, habiendo derrotado a los españoles en Les Avins el 20 de mayo. Puso sitio a la ciudad de Lovaina defendida por una guarnición española de 4000 hombres, compuesta de unidades de Valonia, España e Irlanda. La mala organización, los saqueos y asesinatos de los neerlandeses sobre poblaciones católicas favorecían la resistencia, la propagación de epidemias entre los franceses y la aparición de un ejército de socorro bajo el mando de Octavio Piccolomini obligaron al ejército invasor a levantar el sitio.
Este fracaso permitió a las fuerzas españolas tomar la iniciativa y pronto los invasores se vieron obligados a retirarse a toda prisa.

## Historia
Lovaina está ubicada en la confluencia de los ríos Dijle y Voer. Tenía 4000 hombres de guarnición entre los Tercios valón, alemán, irlandés y un regimiento inglés más 6 cornetas de caballería, con Anthonie Schetz de gobernador con 54 años de servicio. 
Lovaina estaba defendida por un gran perímetro circular de murallas medievales, con varias medias lunas frente a las puertas y con una muralla interior. Los franceses por el sur y neerlandeses por el norte sitiaron Lovaina el 24 de junio de 1635. Los franceses atacaron la puerta de Vilvarde defendida por Preston y los irlandeses. Los holandeses se lanzaron contra la puerta de Malinas. El 27, entran 500 jinetes de socorro con pólvora. Schetz usó las esclusas e inundó los terrenos ocupados por los sitiadores.
De 22.000 hombres y 6000 jinetes franceses que salieron en campaña quedaban en pie 17.000. Richelieu escribe a Chatillon diciendo que le mandaría 8000 hombres y 2000 caballeros más. Al quinto día se produjo un asalto holandés contra la media luna de la puerta de Malinas. En la defensa ayudaron los estudiantes de la universidad. Schetz observaba las operaciones desde el torreón Verloren Kost, con muros de 9 pies de grosor que le protegían de las balas de cañón. Gravendon, con 4000 soldados, defendió muy bien la torre, a pesar de ser lugar abierto y de llevar ya muchos días cercado. Los franceses y neerlandeses no ganaron un palmo de tierra, y con la artillería los defensores mataron más de 1500 enemigos e hicieron otros 1000 presos.
El 2 de julio, ante la llegada de Piccolomini a Bruselas, donde se juntaron 22.000 infantes y 14.000 jinetes, los franceses y neerlandeses retiran el sitio con unas pérdidas de 8000 hombres, 3 convoyes, artillería y bagaje. Al retirarse, los franceses, los neerlandeses fueron derrotados recuperando los españoles Diest y Tienen, quitándoles toda la artillería. En el correo del 28 de julio de Innsbruck, el Infante Cardenal escribía que habían muerto 8000 franceses, tomado 20 piezas de artillería, municiones, vituallas, con 240 banderas y estandartes, junto a Maastricht. Y otra gente del Infante Cardenal que iba a Breda topó con holandeses, muriendo 1200 de ellos y 300 gentilhombres franceses, cogieron la recámara y la plata del Príncipe de Orange, con un valor de 300.000 florines.
La victoria permitió ocupar a los españoles Straelen (tomada por los neerlandeses en junio de 1632), además de la fortaleza de Schenkenschanz desde el 28 de julio de 1635 al 29 de abril de 1636.